# Santuario del Santissimo Crocifisso (Buggiano)
La Chiesa di San Pietro apostolo o Santuario del Santissimo Crocifisso si trova a Borgo a Buggiano, nel comune di Buggiano, e appartiene alla Diocesi di Pescia, provincia di Pistoia, regione Toscana.

## Storia e descrizione
La chiesa nacque come cappella dello spedale che sorgeva lungo la strada che collegava Firenze con Lucca. Ampliata nel XIV secolo, fu completamente ristrutturata nel 1772 dall'architetto Antonio Zanone, con stucchi di Matteo Arrighi e Giuseppe Vannetti. L'altare maggiore fu portato dal convento di Santa Maria a Ripa di Montecatini Alto. Sopra l'altare, si trova il tabernacolo neoclassico che ospita il Santissimo Crocifisso, opera trecentesca attribuita al maestro del crocifisso di Camaiore. Sulla facciata, c'è una lapide con un’iscrizione che ricorda la distruzione delle chiuse di Cappiano, di Fucecchio e di Santa Croce per mano degli abitanti di Borgo a Buggiano, Montecatini, Monsummano e Montevettolini nel 1412. Le chiuse trattenevano le acque di sgrondo del Padule di Fucecchio, la loro manomissione creò ristagni e allagamenti. Sotto la lapide, è presente un pezzo delle catene che serravano le chiuse. Il campanile accanto alla chiesa è stato riedificato nel 1903 al posto di quello precedente che era in pessimo stato di conservazione. 

## I miracoli del Santissimo Crocifisso
Il 18 agosto 1399, in un periodo di accesi scontri tra gli abitanti del paese, una donna si mise a pregare dinnanzi al Santissimo Crocifisso, vedendolo “grondar vivo sangue” dal viso, dal costato, dalle mani e dai piedi. Accorsa all'esterno per gridare al miracolo, la popolazione interruppe le ostilità e si recò in chiesa a venerare la statua. La chiesa di San Pietro divenne quindi santuario del Santissimo Crocifisso. Tra il 4 e il 5 maggio 1799 avvenne un ulteriore miracolo. Le truppe francesi di passaggio saccheggiarono il paese minacciando di incendiarlo. La popolazione si rivolse al Santissimo Crocifisso e i francesi lasciarono il paese indenne.

## Descrizione
La facciata mostra i diversi ampliamenti dell'edificio. Nella parte bassa, si legge il paramento della costruzione originaria, poi si nota il rialzamentoquattrocentesco e l'ultimo, risalente al XVIII secolo. Tra le opere custodite nell'edificio, ai lati del Santissimo Crocifisso si trovano due statue cinquecentesche in terracotta dipinta che raffigurano laVergine e San Giovanni, di scuola robbiana.  
Tra i dipinti custoditi nella chiesa, vi è una Sacra Conversazione attribuita a Frà Paolino da Pistoia,la Madonna col Bambino tra i santi Domenico e Francesco, anch'essa cinquecentesca, attribuita a Bernardino del Signoraccio sull’altare della cappella del Rosario, e il Martirio di sant'Agata, tavola assegnabile a Sebastiano Vini. Alcune tele settecentesche, che affrontano il tema del miracolo, sono state realizzate dal Fra' Felice da Sambuca.

## Note

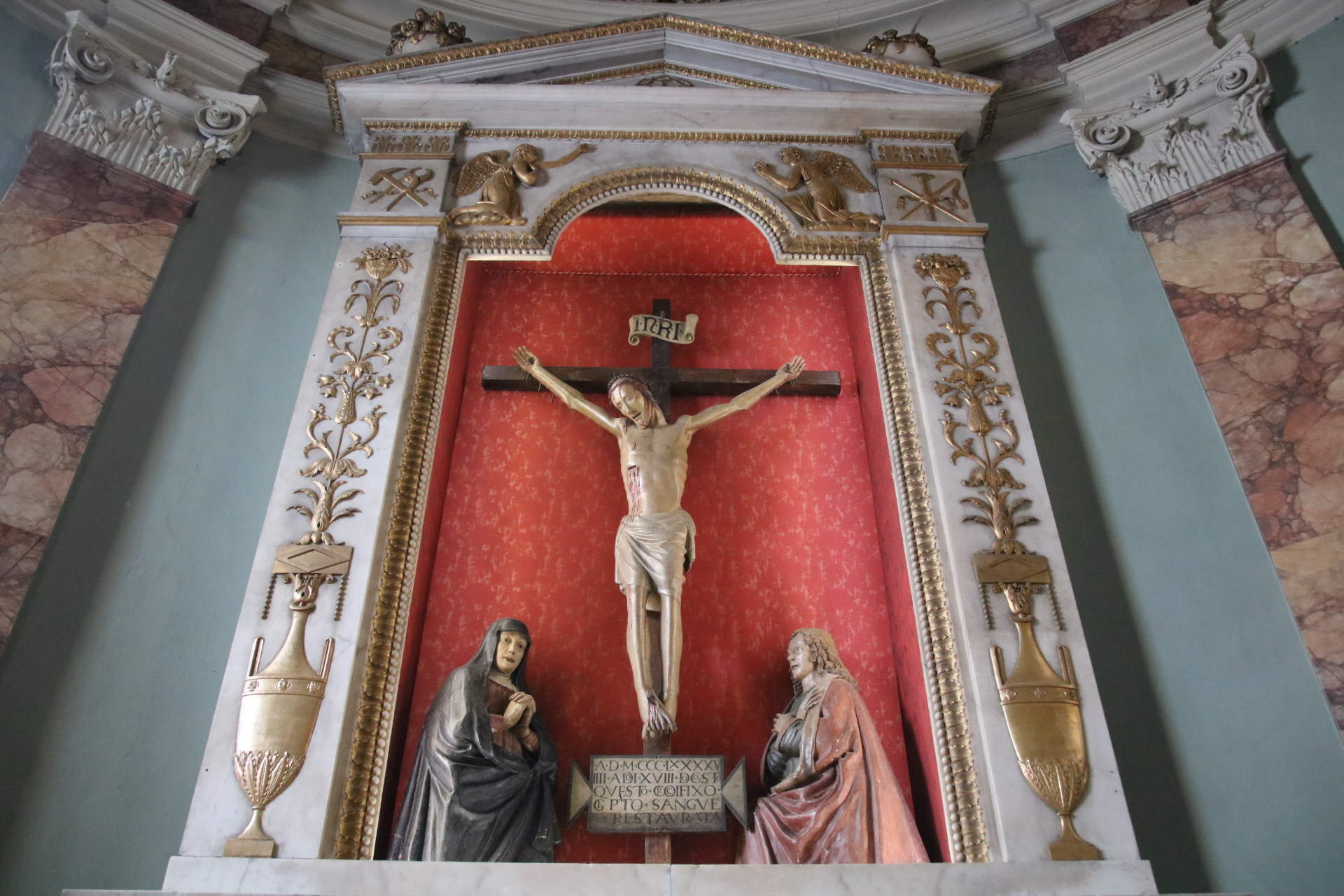
Crocifisso ligneo del primo Trecento con la Madonna e san Giovanni Evangelista del Quattrocento